# Maria Goretti
Maria Goretti (Corinaldo, 16 d'octubre de 1890 – Nettuno, 6 de juliol de 1902) fou una nena italiana que va morir assassinada per un veí.
L'església catòlica, sota la pressió de la Congregació de la Passió de Jesucrist la va declarar beata el 1947 i santa el 1950, i així en va fer una de les més joves santes de l'Església Catòlica Romana. Ja abans, Mussolini i la dreta ultraconservadora eren favorables a donar una santa pagesa als camperols dels pantans. L'Església considera que la nena «d'una excepcional bellesa» va morir com a màrtir per preservar la seva virginitat i fe. En les seves últimes hores, hauria manifestat el seu amor a Jesús i la seva lleialtat als deu manaments. Nogensmenys, com ho va escriure el 1985 l'historiador i periodista Giordano Bruno Guerri la història mítica, l'hagiografia, no correspon gaire a la realitat històrica.

## Biografia
Maria Goretti va néixer el 16 d'octubre del 1890 al poble de Corinaldo, a la província d'Ancona. Filla de Luigi Goretti i Assunta Carlini, molt pietosos però sobretot molt pobres, va ser la segona de sis germans. La família es va mudar prop de Roma, a Nettuno, per treballar com a temporers mal pagats als pantans del latifundi Le Ferriere di Conca, del comte Giacomo Mazzoleni. El 1899 son pare va morir de malària. En ser la més gran, s'ha de fer càrrec dels seus germans i germanes, de la cuina i de les tasques domèstiques mentre la seva mare Assunta i el seu germà Angelo de nou anys treballen al camp tot el dia. El propietari, abusant de l'analfabetisme dels vilatans, els va fer signar a tots un contracte molt desavantatjós. La mare de Marietta, vídua amb tres fills a càrrec, no va poder evitar acceptar. El 6 de juliol de 1902, poc abans els seus dotze anys Goretti va morir de les conseqüències d'un atac per part d'Alessandro Serenelli, de disset anys, fill de l'arrendador amb la família del qual compartien la casa.

## Hagiografia
Al costat de Santa Filomena va ser, des de petita, petita màrtir de la puresa. D'acord amb els testimonis de la seva família i la gent que la va conèixer, la jove Maria va prendre molt a la valenta la seva posició com la segona filla i ja de nena va assumir la responsabilitat d'ajudar en tot el que pogués al benestar de la seva família.
Va viure en el si d'una família humil i, quan tenia deu anys, son pare va morir de malària. En quedar vídua, la mare va haver de treballar, deixant la casa i els germans menors a càrrec de Maria. La nena hauria complert les seves obligacions amb alegria i va continuar assistint a classes de catecisme. Als onze anys va fer la seva primera comunió i, des de llavors, es va fer el ferm propòsit de morir abans que cometre un pecat. A la mateixa finca treballava el menor Alessandro Serenelli, que se'n va enamorar i li va declarar la seva passió, que Maria tenia tan sols onze anys va rebutjar.
El 5 de juliol del 1902, mentre la família de Maria i el pare d'Alessandro treballaven al camp, la nena va romandre a casa cosint roba i cuidant de la seva germaneta de dos anys, Teresa. Alessandro, que s'havia cansat dels seus rebutjos, la va sorprendre i la va intentar violar, però Maria li va oposar resistència i va intentar fer-lo entrar en raó. Va admonestar Serenelli que el que pretenia era pecat i que ella no en volia en cap cas. En veure que Alessandro no li feia cas, Maria, resignada, finalment li va dir que preferia morir abans que ofendre Déu.
Davant aquest nou rebuig, Alessandro reaccionà descontrolat, li va estripar el vestit i la va apunyalar salvatgement onze vegades amb un punxó. Malferida, Maria s'arrossegà cap a la porta, i ell la va apunyalar a l'esquena tres vegades més i va fugir. La noia va quedar ferida de mort. Amb tot allò, la petita Teresa es va despertar i els seus crits van alertar el pare d'Alessandro, que va pujar a casa dels Goretti i en un primer moment la va creure morta.
Maria va ser portada a l'Hospital de Nettuno, on els metges la van operar sense anestèsia perquè no n'hi havia disponible i durant dues hores la santa va suportar el sofriment i va oferir a Déu els seus dolors. Va rebre els últims sagraments de part del rector de l'hospital, el pare Temístocles Signori. Al seu llit de mort, entre altres coses, Maria va perdonar el seu assassí, i va afegir que volia que Alessandro estigués amb ella al paradís. Finalment, va morir el 6 de juliol del 1902, a l'edat d'11 anys, 9 mesos i 21 dies.

## L'assassí
Alessandro Serenelli no va ser condemnat a mort sinó a trenta anys de presó, perquè no era major d'edat en el moment de l'assassinat i es va prendre en compte la pobra educació que havia tingut. Ingressat a la presó de Noto no va donar mostres de penediment. Al tercer any d'empresonament, però, el va visitar el bisbe local, Giovanni Blandini. Arran de la seva entrevista, Alessandro va escriure una nota de penediment, demanant al bisbe que pregués per ell i hi explicava que havia vist en un somni que Maria li oferia uns lliris blancs que es consumien en flames quan ell els agafava.
Després de 27 anys de presó va ser alliberat i immediatament se'n va anar a demanar perdó a la mare de Maria, que no sols el va perdonar sinó que el va defensar en públic al·legant que si Déu i la seva filla l'havien perdonat, ella no tenia cap motiu per no fer-ho.

## Beatificació i canonització
La fama de Maria Goretti es va difondre i va ser beatificada el 27 d'abril de 1947. A la cerimònia hi va assistir la seva mare, Assunta.
Pius XII la va canonitzar el 24 de juny del 1950, en una cerimònia excepcionalment celebrada a la plaça de Sant Pere, a causa de la quantitat d'assistents, estimada a cinc-cents mil persones. Hi assistiren la mare, dues germanes i un germà de Maria. També hi va assistir Alessandro Serenelli.

## Maria Goretti, en cinema i teatre
- Film Cel sobre el pantà (Cel sulla palude), director August Genina i protagonitzada per Inés Orsini, 1949.
- Film Maria Goretti, director Giulio Base i protagonista Martina Pinto, 2003.
- Documental Maria Goretti: Catorze Flors del Perdó (original English: Maria Goretti: 14 Flowers of Pardon), narrat per l'actor Chuck Connors, i produït per The Mercy Foundation (1991).
- Maria Goretti, autor G. Forcina, drama en 4 actes i un quadre plàstic, 1950.
- Dono di sangue - S. Maria Goretti, autor D. Coccia, drama en 1 acte, Malocchi, Milano, 1952.

## Galeria d'imatges

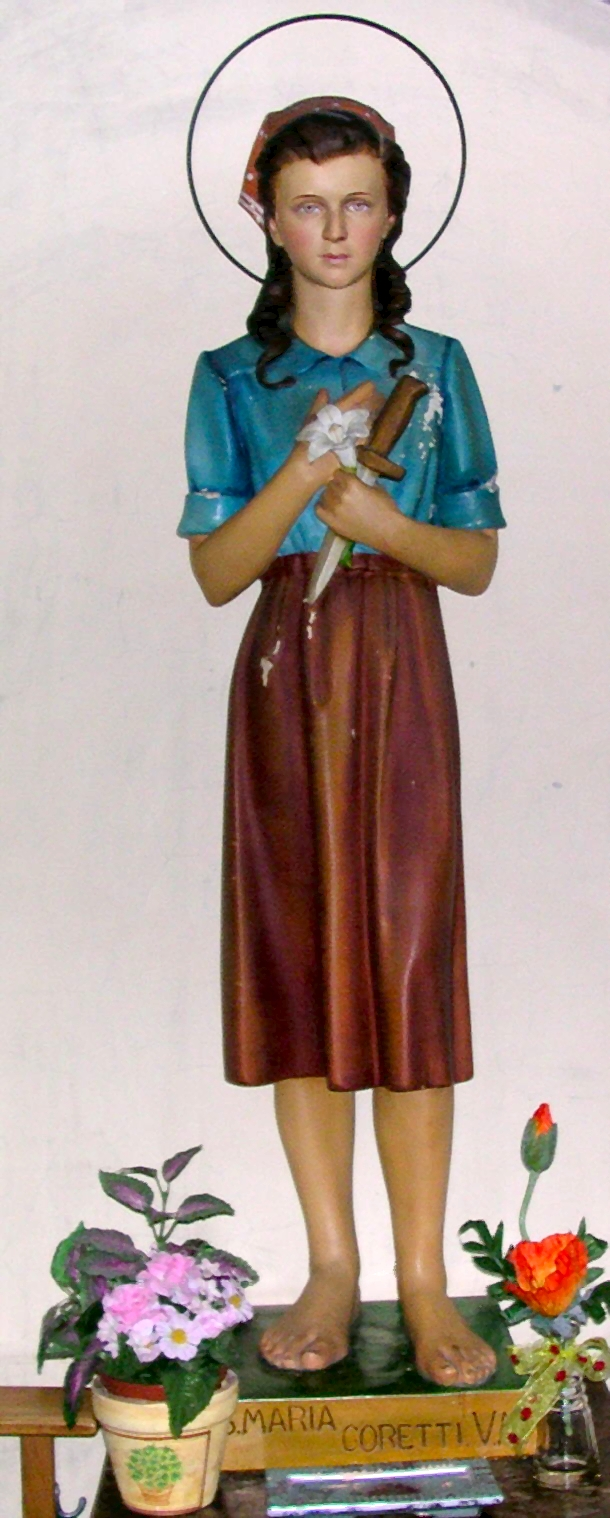
Estàtua a una església de Visé a Bèlgica
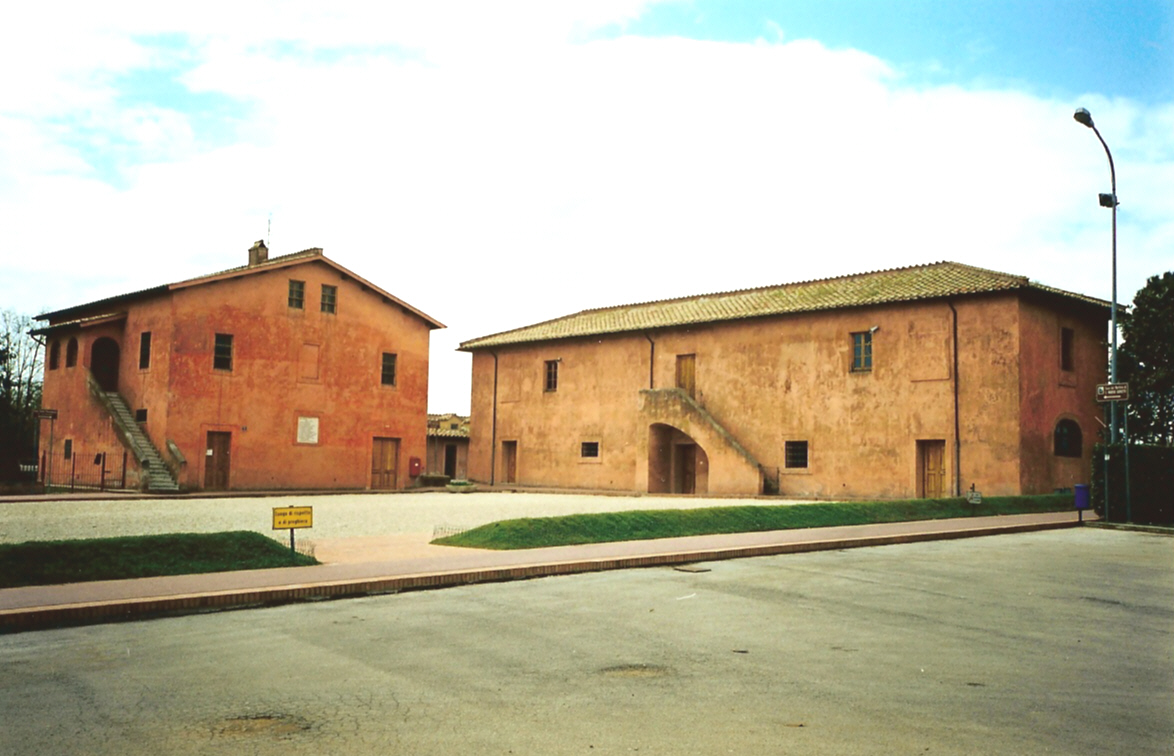
A la dreta, casa on Maria va ser assassinada
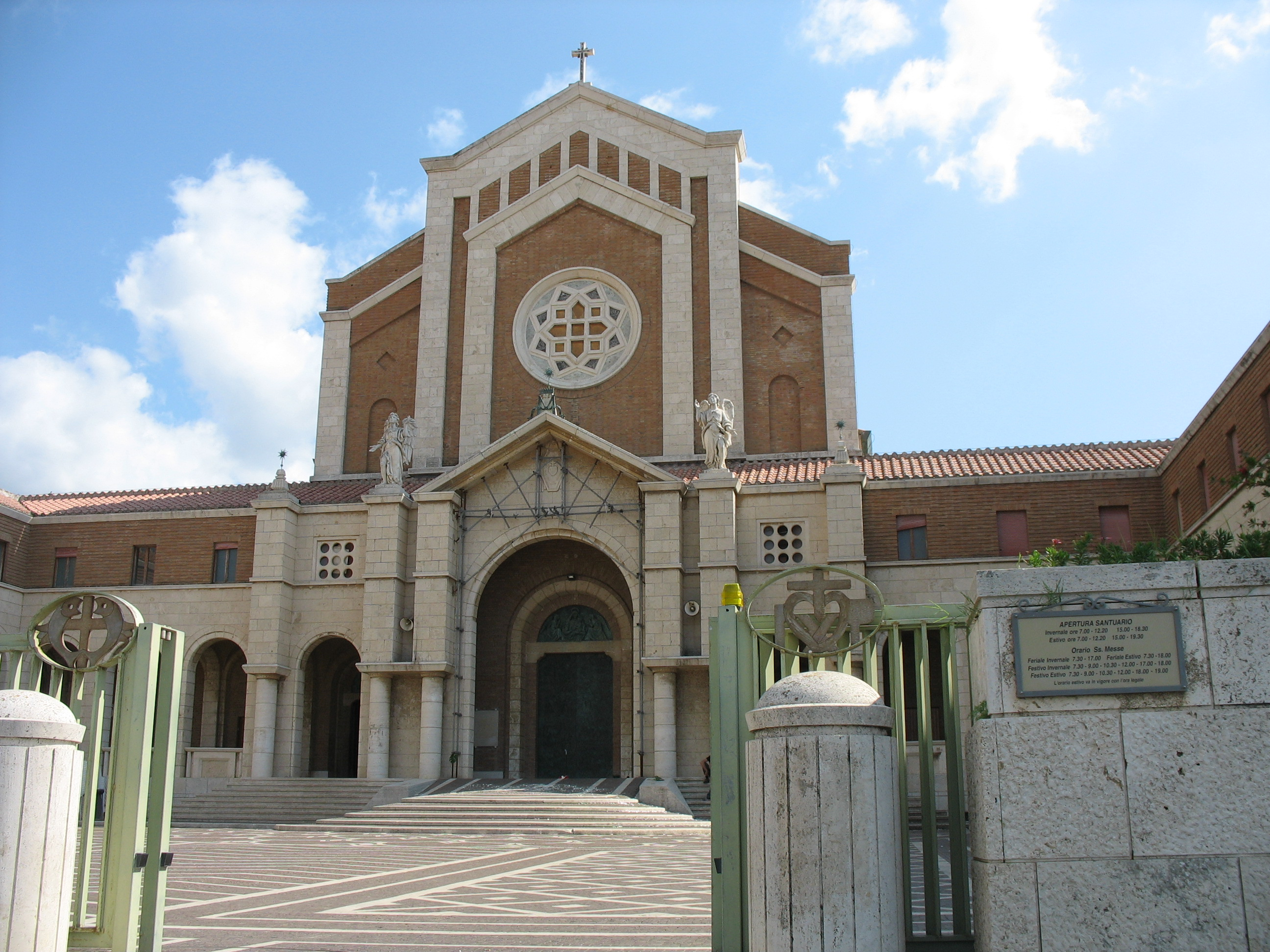
Església de la Mare de Déu de les gràcies i de Maria Goretti a Nettuno